# جروسکیپو
جروسکیپو
شهر جروسکیپو (به روسی: Γεροσκήπου) در ناحیه پافوس در کشور قبرس واقع شده‌است. جمعیت این شهر ۵٫۷۶۹ نفر است.

## نگارخانه

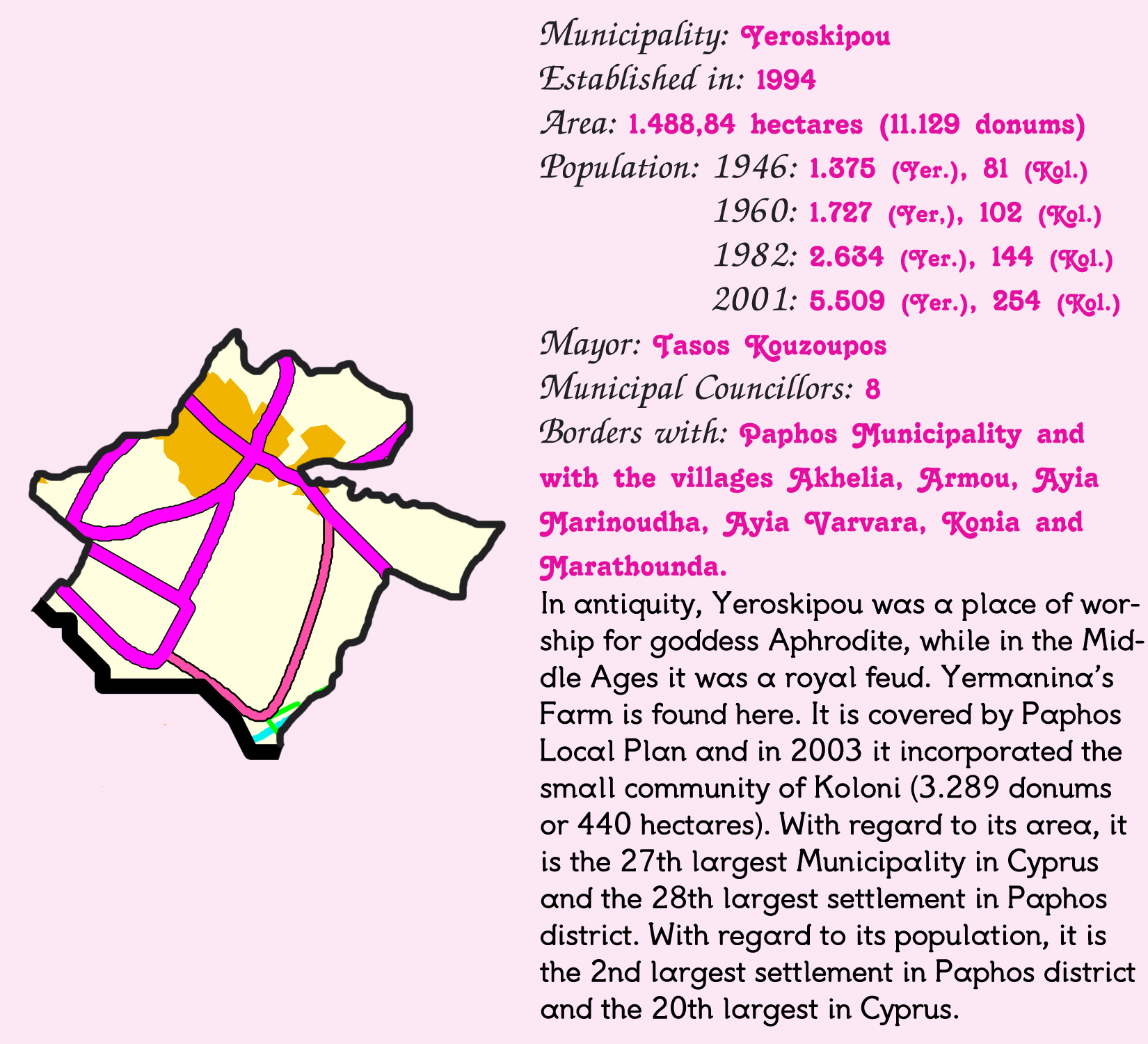
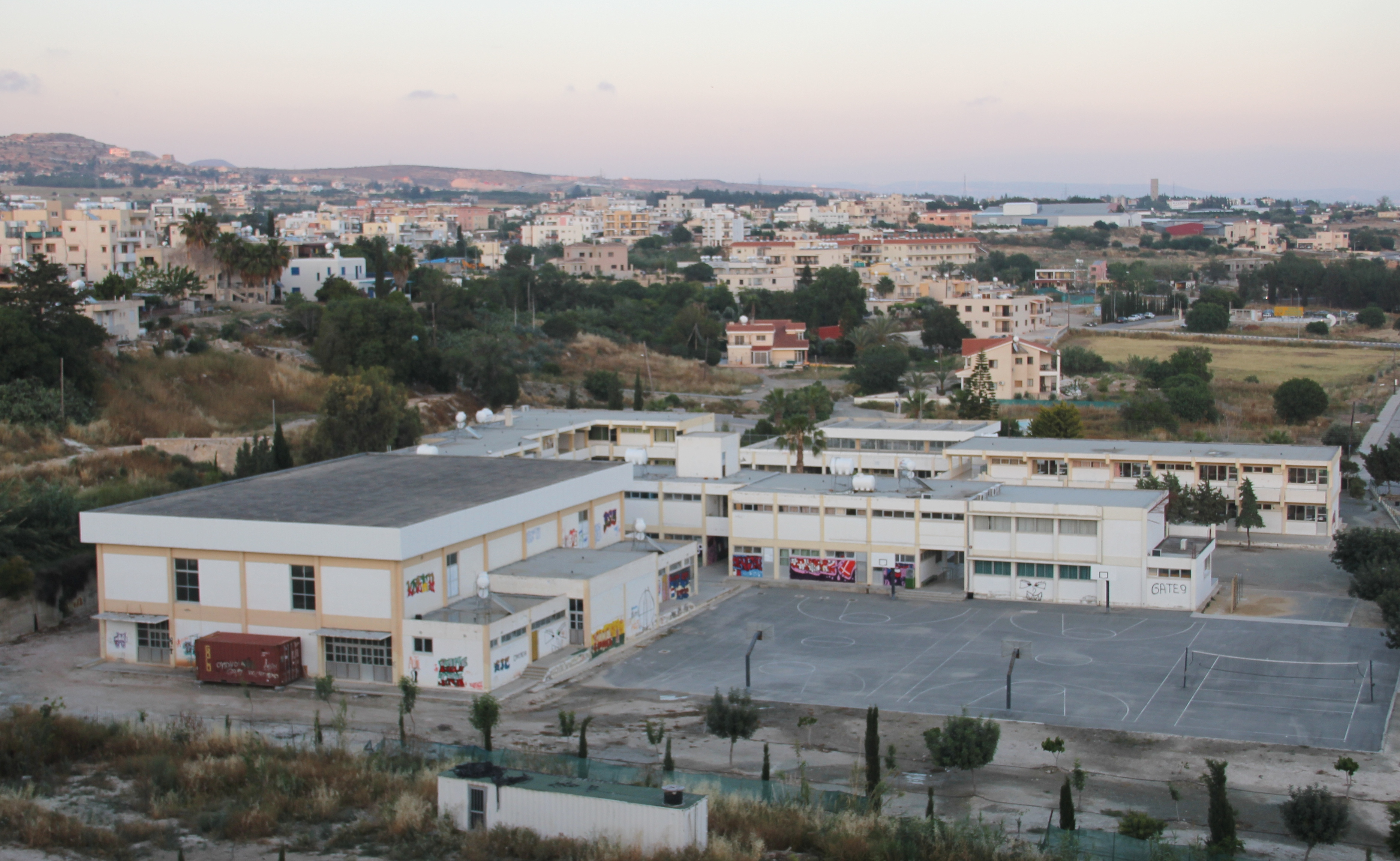
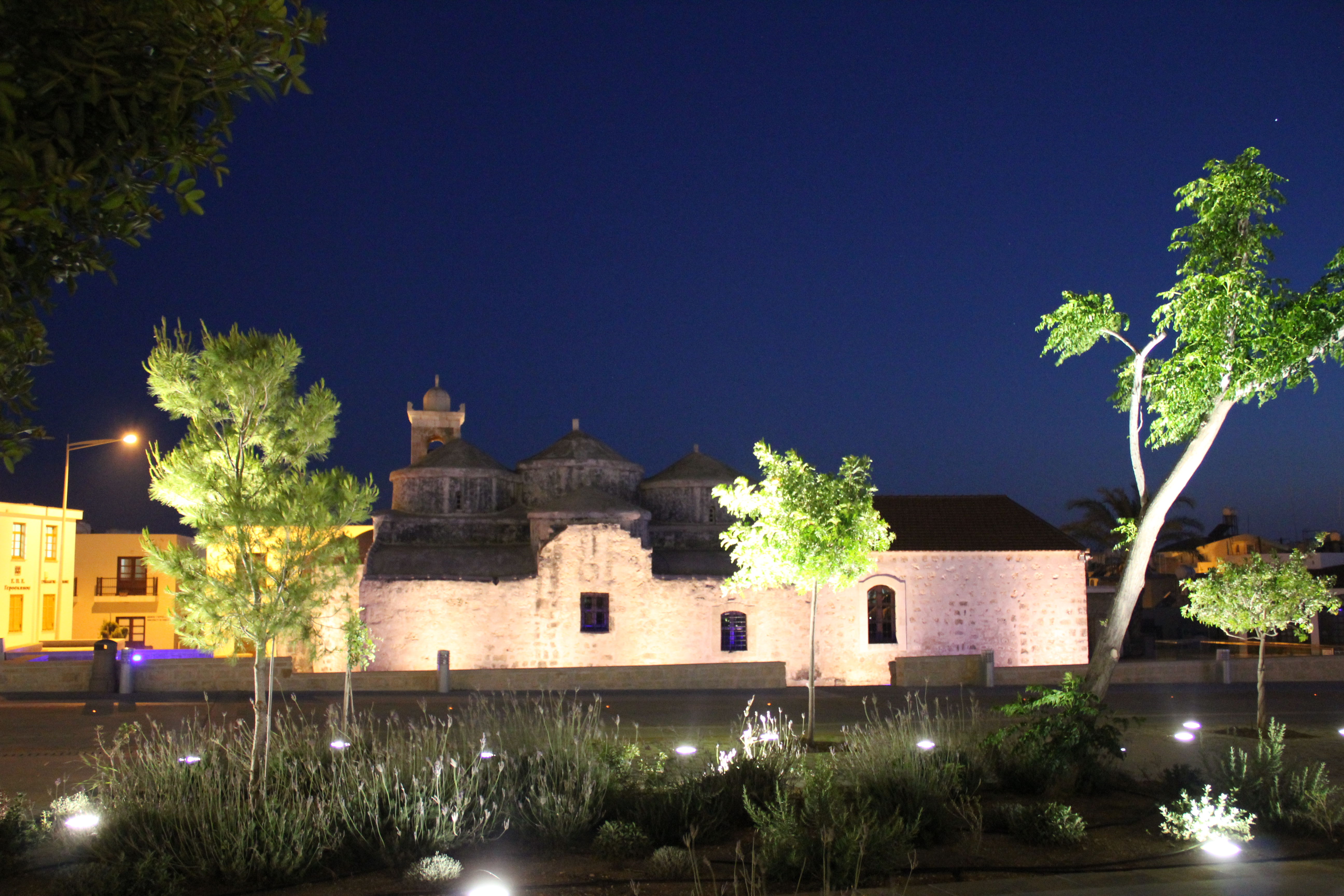